# Château de Châtillon (Savoie)
Pour les articles homonymes, voir Château de Châtillon.
Le château de Châtillon est un ancien château fort du XIe siècle, remanié à plusieurs reprises, notamment au XVIe siècle puis aux XVIIIe et XIXe siècles, centre de la seigneurie de Châtillon, situé à l'extrémité nord du lac du Bourget, sur la commune de Chindrieux dans le département de la Savoie en région Auvergne-Rhône-Alpes.
Le château fait l’objet d’une inscription partielle au titre des monuments historiques par arrêté du 29 avril 1991. Seuls le donjon polygonal, la grosse tour carrée et le châtelet d'entrée sont inscrits.

## Situation
Le château de Châtillon est situé dans le département français de Savoie sur la commune de Chindrieux,, sur la rive nord du lac du Bourget, autrefois lac de Châtillon, ce qui atteste l'importance politique qu'eut la seigneurie locale et le château qui donna son nom à ce lac. Il est érigé sur un rocher rive droite à deux kilomètres au sud-sud-ouest du bourg et surplombe le lac.

## Histoire
Possession des Châtillon du Chablais, il a successivement appartenu aux Montluel, aux Seyssel d'Aix, aux Rambert puis aux barons d'Anglejean.
À partir du XIe siècle, Châtillon, hameau de la commune actuelle de Chindrieux, est le chef-lieu d'une seigneurie, possession au Xe siècle des Châtillon, branche cadette de la famille de Montluel. La seigneurie est composée des paroisses de Chindrieux, Ruffieux et le Mollard de Vion.
Le château, cité depuis 1125, est la possession des seigneurs de Châtillon, vassaux des comtes de Genève. Geoffroy (ou Girard) de Châtillon, le futur pape (1241), y serait né au XIIe siècle, selon l'historien local Georges Chapier (c. 1907-1975).
En 1263, il est entre les mains d'Hugues de Montluel. En 1293, les seigneurs de Montluel sont les vassaux du comte de Savoie pour leur château de Châtillon-en-Chautagne,.
En 1324, Guy de Montluel rend hommage au comte Édouard de Savoie, puis lui succèdent Jean de Montluel, ainsi que son fils Henri de Montluel († 1346). Guigues de Montluel, dernier seigneur de Chautagne, en fait également hommage, en 1356 ou en 1358, auprès du comte Amédée VI de Savoie. Une partie des droits de suzeraineté sont à la famille de Faucigny, puis aux Dauphins de Viennois ; avant de passer définitivement aux mains de la maison de Savoie, en 1401.
Jean de Montluel († 1455), seigneur de Châtillon, a sept enfants, dont trois, Humbert, Guillaume et Alexandre, héritent du château, en indivision, en 1457 ; par partage il passe à Humbert de Montluel († 1485).
En 1486, les Seyssel d’Aix en deviennent les héritiers ; Françoise de Montluel, fille d'Humbert a épousé, en 1477, Claude de Seyssel. Leur succède leur fils, Humbert de Seyssel († 1498), puis il passe à Gabriel de Seyssel († 1505), qui est fait baron d'Aix et de Châtillon. En hérite son fils, François-Philibert, puis Françoise de La Chambre († 1538), sa propre mère. Cette dernière en rend hommage, en 1517, au duc Charles III de Savoie et désignera, ensuite, comme héritier universel, son neveu, Charles de Seyssel. À partir de 1538, les Seyssel ne résident plus au château, ils en ont donné les terres en fermage.
Au décès de Claude de Seyssel († 1569), il passe à son frère François († 1592), gouverneur de Savoie. C'est son fils ainé, Charles-Emmanuel, qui en hérite, puis son fils cadet, Louis.
Louis de Seyssel († 1650), remarié, en 1616, à Françoise de Grammont, laisse un fils, Maurice, qui n'a pas de descendant et meurt sans laisser de testament. En 1687, un arbitrage attribue les biens à la branche aînée, en la personne de Sigismond de Seyssel, marquis de La Serraz, que ses descendants, François-Joseph (possessionné de 1688 à 1691), Victor-Amé († 1754) et Octave-Henry, conservent, sans y résider, jusqu'en 1756.

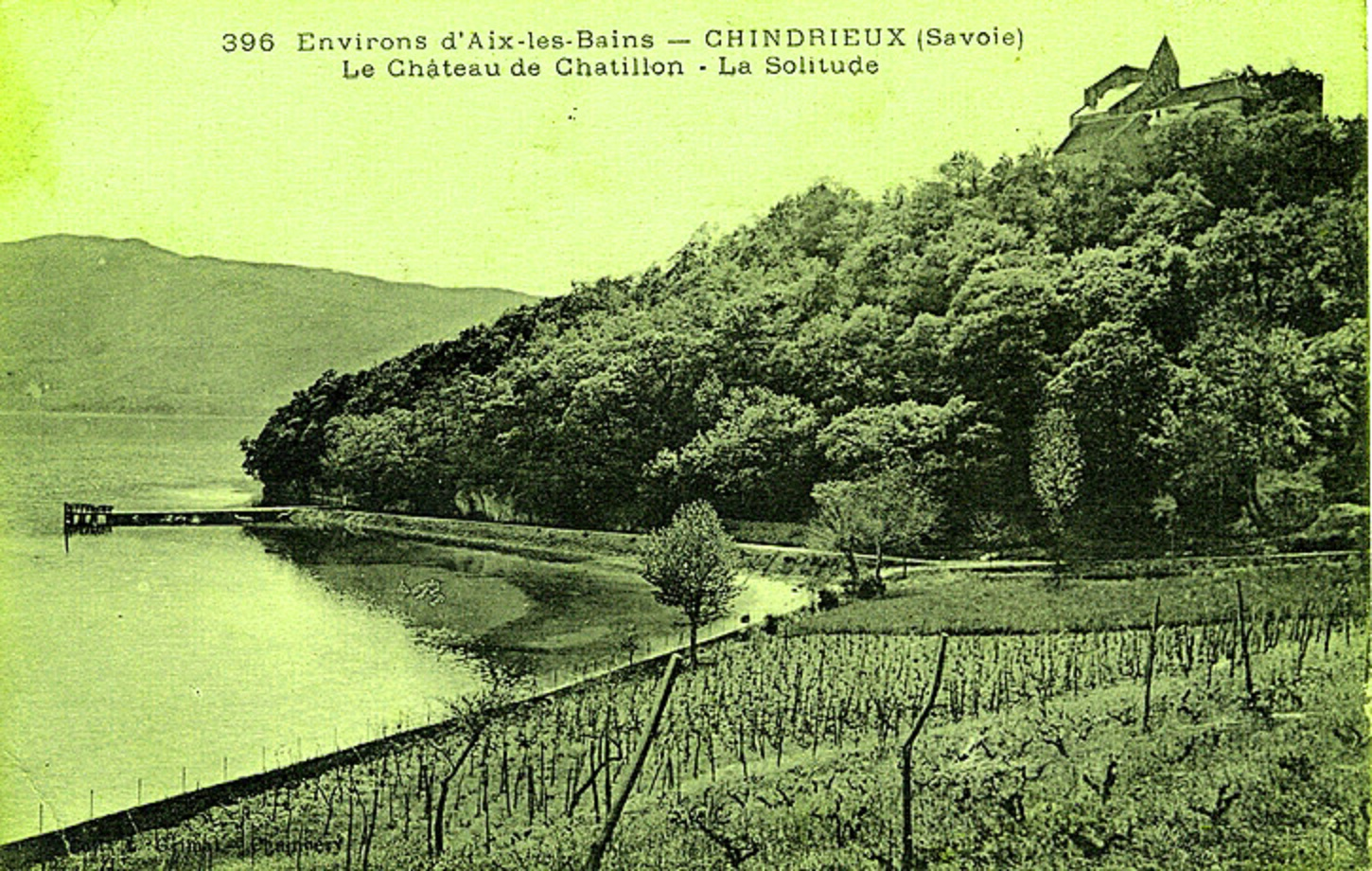
Le château de Châtillon au début du XXe siècle.

Il devient en 22 février 1756 le bien du sénateur Joseph Rambert († 1781), président au Sénat de Savoie qui le restaure très profondément et le transmet à son fils Hyacinthe Rambert, époux d'Adélaïde d'Alexandry, qui traverse la Terreur sans être inquiété et aménage les jardins et terrasses. Alphonse de Lamartine, qui vient très souvent prendre les eaux à Aix-les-Bains et qui séjourne plusieurs fois à Châtillon à l'été 1819, rencontre le baron Hyacinthe Rambert de Châtillon[réf. nécessaire]. À cette même période, il demande la main d'Elisa Birch.
À Hyacinthe Rambert, succède son fils, Antonin (1809-1860), conseiller à la cour de Chambéry, époux de Noémie d'Anglejean. Le couple, sans enfant, le château échoit au neveu de sa femme, Robert d’Anglejan (1853-1928), qui prend le titre de baron de Châtillon.
Transformé un temps en hôtel vers 1889. Guy de Boysson et Pascale de Boysson (dont la mère était née d'Anglejan) y vécurent leurs premières années[réf. nécessaire].

## Description

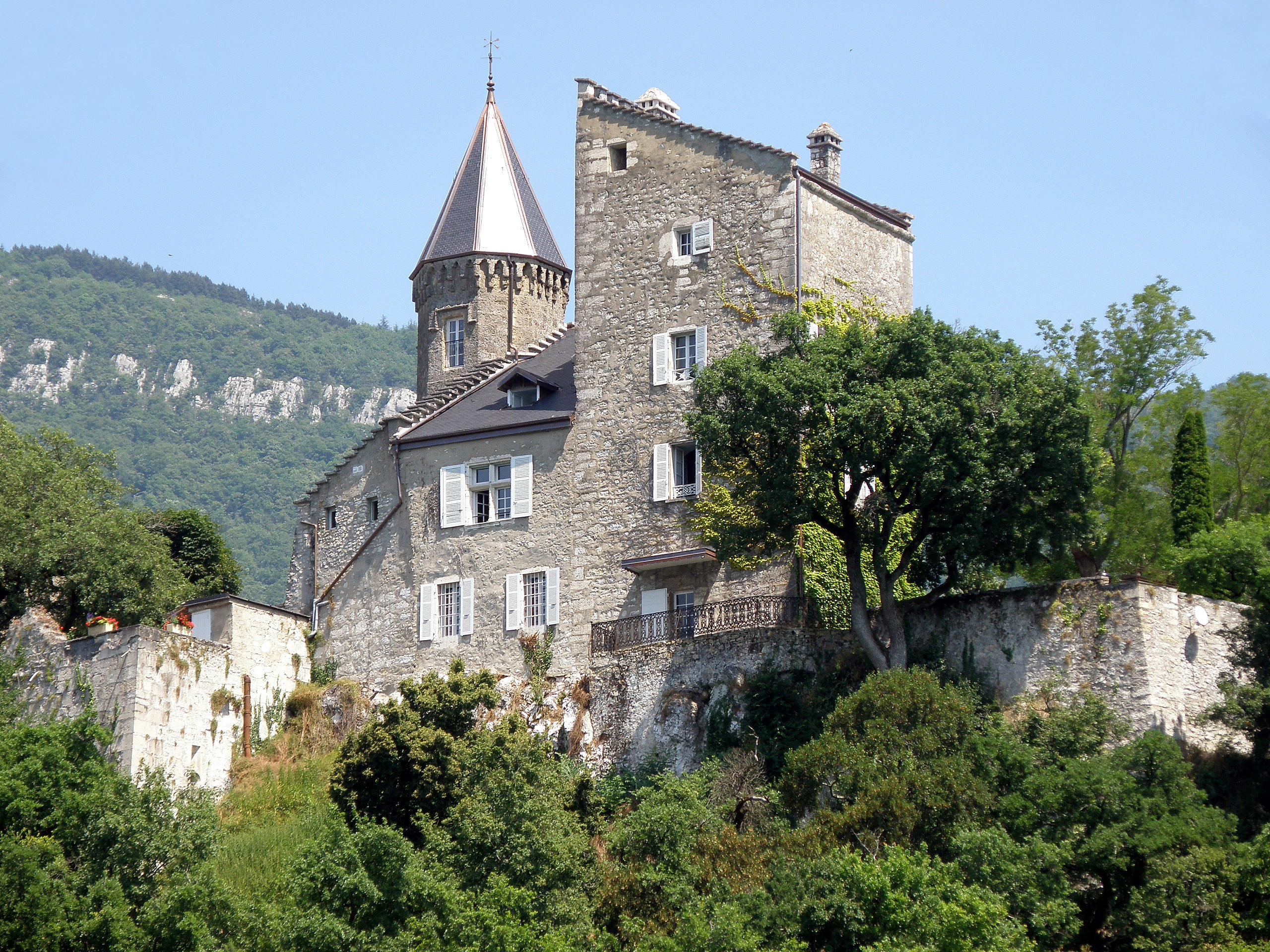
Le château de Châtillon.

Le château est essentiellement construit en tuf et en pierre calcaire.
Une enceinte épousant l'éminence sur laquelle se dresse le château, élevée durant le XIIIe siècle et restauré en 1307 par ordre du comte de Savoie, enserre un logis en partie du XVe siècle, que Louis de Seyssel, abbé de Vendôme, remanie et agrandit en 1537, et que flanque, côté lac, une tour ancienne mais dont la datation reste incertaine.
Le château dispose de plusieurs entrées. À droite de l'entrée principale, à l'angle nord-ouest, se dresse une tour de forme octogonale faite de tuf. L'intérieur de celle-ci est circulaire. Son parement extérieur, fait de grandes dalles de tuf de 3,50 m de large est postérieur à l'appareil mis en œuvre pour le mur intérieur. On estime que le rez-de-chaussée voûté en forme de coupole date du XVe siècle. Il pourrait s'agir d'une tour originellement ronde et qui aurait été transformée en tour polygonale. Les étages sont desservis par un escalier à vis latéral à celle-ci.
Le château a subi de nombreux remaniements au cours des siècles. Outre les travaux dû à l'initiative de Louis de Seyssel, d'autres modifications eurent lieu durant le XVIIIe et XIXe siècles.

## Châtillon et les arts
Le château inspire une des Méditations poétiques de Lamartine, « La Retraite ».
En 1850, Amédée Achard le décrit dans un de ses romans Une Saison à Aix-les-Bains[réf. nécessaire].
Le château sert de cadre au XXIe siècle à plusieurs tournages de film policier français : dans la première scène de Mon petit doigt m'a dit… (2005) réalisé par Pascal Thomas, et pour plusieurs scènes d’Associés contre le crime (2012) du même réalisateur, ains que le téléfilm de la série Cassandre (saison 5 / épisode 1/4, Temps Mort) en 2020[réf. nécessaire].
Un monument au poète et homme politique Lamartine fut érigé près du château, le soir du 11 août 1920, par François Boreau alors propriétaire des lieux. Il s'agit d'une œuvre du sculpteur chambérien Mars Valett. La statue de terre glaise a été acheminée par bateau depuis Chambéry en utilisant la Leysse puis le lac du Bourget. Elle est depuis sur une propriété privée, celle de Met Mme Cleret.